# Martigny (Senna Marittima)
Martigny è un comune francese di 490 abitanti situato nel dipartimento della Senna Marittima nella regione della Normandia.

## Società

### Evoluzione demografica
Abitanti censiti